# Франческини, Дарио
Дарио Франческини (итал. Dario Franceschini; род. 19 октября 1958, Феррара) — итальянский политический и государственный деятель, лидер (национальный секретарь) Демократической партии (21 февраля 2009 — 25 октября 2009). Министр культуры Италии в составе четырёх правительств (2014—2018, 2019—2022).

## Биография

### Ранние годы
Дарио Франческини — сын Джорджо Аннибале Франческини, христианско-демократического политика 1950-х годов. В возрасте 16 лет основал в научном лицее имени Роити христианско-демократическую организацию, в 1976 году вступил в молодёжную организацию Христианско-демократической партии. Окончил Феррарский университет, где изучал право (написал дипломную работу по истории политической теории).

### Политическая деятельность
В лицейские годы основал Демократическую студенческую ассоциацию (Associazione Studentesca Democratica) христианского и центристского направления, позднее вступил в Христианско-демократическую партию, в 1980 году избран в коммунальный совет Феррары, а в 1983 году возглавил в нём партийную фракцию. В 1994 году занял в Феррарской коммуне должность асессора по культуре и туризму, в 1995 году при поддержке «зелёных», Христианско-социальной партии и трудовиков баллотировался на пост мэра Феррары, но потерпел поражение. С 1997 по 1999 год был заместителем национального секретаря Итальянской народной партии.
3 октября 1999 года выставил свою кандидатуру на в выборах национального секретаря ИНП в ходе партийного съезда, но получил только 16 % голосов делегатов против 60,12 % у победителя Пьерлуиджи Кастаньетти и 13 % у бывшего министра научных исследований Ортензио Дзеккино, заручившегося поддержкой Чириако де Мита.
Член Палаты депутатов XIV-го, XV-го и XVI-го созывов (2001—2013 годы). В Палате депутатов XIV-го созыва с 2001 по 2006 год входил во фракцию «Маргаритка-Олива». С 3 мая 2006 года по 7 ноября 2007 года возглавлял в Палате XV-го созыва фракцию «Демократическая партия-Олива».
Вошёл в число основателей партии Маргаритка: Демократия — это свобода, затем вступил в Демократическую партию. 21 февраля 2009 года избран Национальной ассамблеей ДП национальным секретарём и занимал эту должность до 25 октября 2009 года, когда с результатом 34,31 % голосов проиграл общепартийные праймериз Пьерлуиджи Берсани (53,15 %).
С 19 марта 2013 года состоит во фракции Демократической партии в Палате депутатов XVII-го созыва.
С 28 апреля 2013 по 22 февраля 2014 года являлся министром по связям с парламентом и координации деятельности правительства в правительстве Летта.

### Министр культуры Италии
22 февраля 2014 года занял пост министра культурного наследия и культурной деятельности в правительстве Ренци.
12 декабря 2016 года получил тот же портфель в сформированном после отставки Маттео Ренци правительстве Джентилони.
4 марта 2018 года получил 29,25 % голосов на очередных парламентских выборах в избирательном округе Феррары, но всё равно уступил победу кандидатке от правоцентристской коалиции Мауре Томмази и прошёл в Палату депутатов XVIII созыва по списку Демократической партии в первом многомандатном округе области Эмилия-Романья.
1 июня 2018 года сформировано первое правительство Конте, в котором Демократическая партия не приняла участия, и Франческини выбыл из кабинета.
4 сентября 2019 года Джузеппе Конте сформировал своё второе правительство, в котором портфель министра культуры и туризма получил Франческини, а
5 сентября новый кабинет принёс присягу.
13 февраля 2021 года принесло присягу правительство Драги, в котором Франческини получил портфель министра культурного наследия и культурной деятельности.
26 февраля 2021 года правительство одобрило реорганизацию системы министерств, в рамках которой Министерство культурного наследия и культурной деятельности переименовано в Министерство культуры.
22 октября 2022 года было сформировано правительство Мелони, в котором Франческини не получил никакого назначения.

## Книги
- 1985 — «Народная партия в Ферраре. Католики, социалисты и фашисты на земле Гросоли[итал.] и дона Минцони» (Il Partito popolare a Ferrara. Cattolici, socialisti e fascisti nella terra di Grosoli e don Minzoni, Bologna, CLUEB).
- 2006 — «Эта серебряная вода в жилах» (итал. Nelle vene quell’acqua d’argento)
- 2007 — «Внезапное безумие Иньяцио Рандо» (итал. La follia improvvisa di Ignazio Rando)
- 2009 — «В 10 словах. Бросить вызов правым в вопросе ценностей» (In 10 parole. Sfidare la Destra sui valori, Milano, Bompiani. ISBN 978-88-452-6438-2)
- 2011 — «Сначала» (итал. Daccapo)
- 2013 — «Нереальные тайны Себастьяно Дельгадо» (итал. Mestieri immateriali di Sebastiano Delgado)
- 2017 — «Неприкрашенная и другие рассказы» (Disadorna e altre storie, Milano, La Nave di Teseo. ISBN 978-88-934-4288-6)
- 2022 — «С культурой не естся?» (Con la cultura non si mangia?, Milano, La Nave di Teseo. ISBN 978-8834610787)

## Личная жизнь
В 1986 году женился на Сильвии Бомбарди, у супругов две дочери: Катерина (род. 1990) и Мария Элена (род. 1997), в 2011 году семья распалась. 13 сентября 2014 года женился на Микеле Ди Бьязе (Michela Di Biase), председателе Комиссии по культуре коммунального совета Сутри в провинции Витербо (Лацио).